# Сім мудреців Греції
«Сім мудреців» (грец. οί έπτα σοφοί) — мудреці Давньої Греції, що жили у 7 — 6 ст. до н. е. та викладали свої думки у стислих образних висловах, або гномах.
У різних авторів є різні вказівки як на імена, так і число давньогрецьких мудреців, так і на приписувані кожному з них вислови. За словами Цицерона, всі вони відрізнялися не тільки видатною моральною силою і глибоким життєвим досвідом, але і проникливістю розуму і ясністю думок. На перший план висувається то політична їх діяльність, то духовна спадщина.
Відмінні риси «Семи мудреців» тісно пов'язані з характером дорійців. Платон називає їх послідовниками, любителями та учнями лакедемонської дисципліни і знаходить подібність між гномічною та лаконською промовою. Чотири з них були, безсумнівно, доричного походження (Піттак, Солон, Клеовул, Періандр), п'ятий — спартанець (Хілон).
Піттак з Мітилени на острові Лесбос, Солон Афінський, Клеовул з Лінда на острові Родос і Періандр Коринфський були законодавцями і військовими, або й володарями своїх рідних міст. Хілон, ефор у Спарті, був найстільки ж відомим своєю політичною далекозорістю, скільки й властивим йому слособом висловлюватися, який отримав від його імені назву Хілонівського. Фалес Мілетський та Біас з Прієни в Карії виступали радниками царів. Деякі виключають з цього списку Періандра Коринфська і називають замість нього іншого мудреця того ж імені, або Місона.
Є легенда про зустріч семи мудреців у Дельфах, де вони вирішили, що наймудрішими є вислови «пізнай самого себе» і «нічого понад міру».

## Перелік «Семи мудреців»

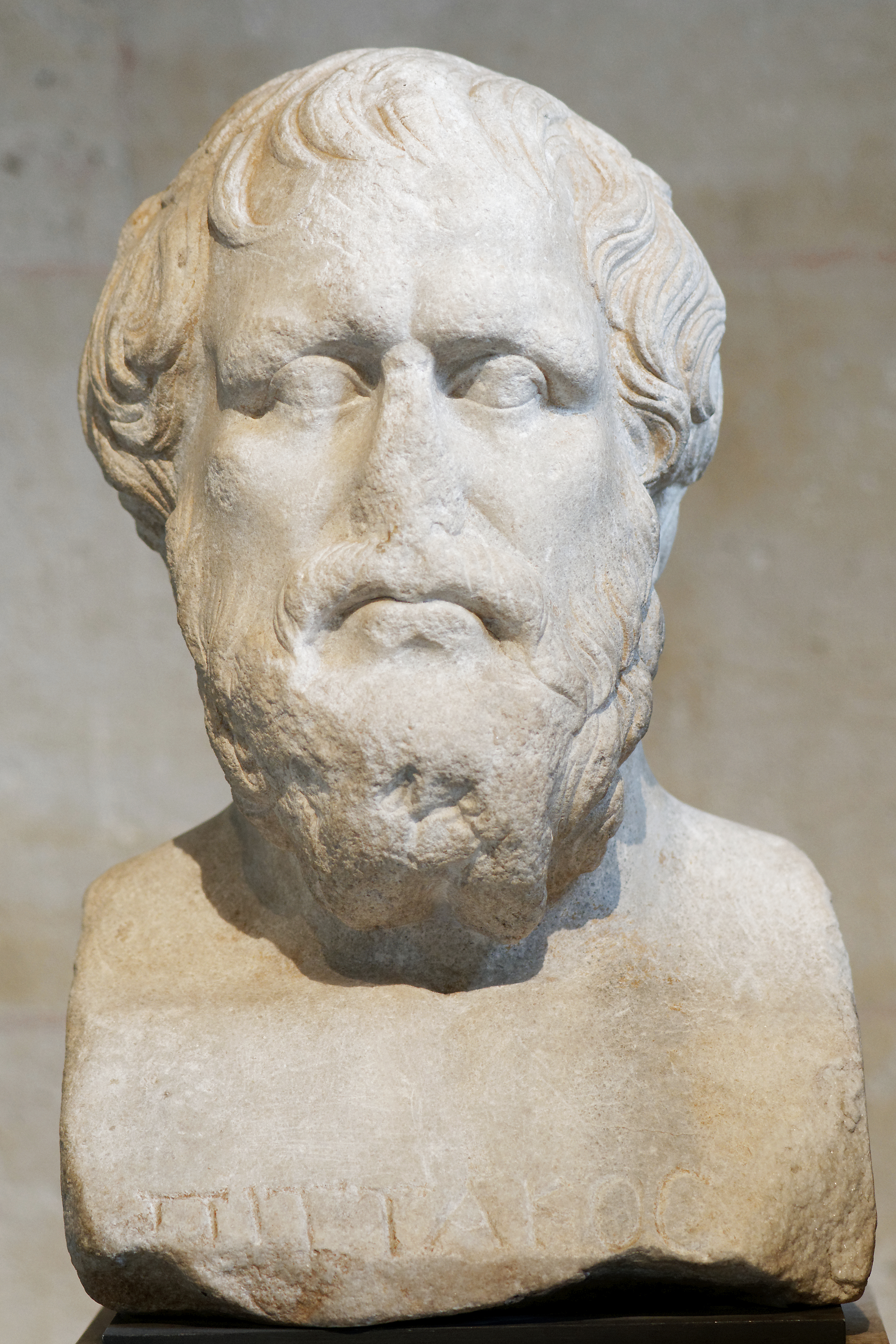
Піттак

Склад «Семи мудреців» у різних джерелах змінюється, додатково ж він налічує 17 імен у різних комбінаціях. Проте перший список мудреців навів Платон у своєму діалозі «Протагор» (4 ст. до н. е.):
- Піттак з Мітилени, острів Лесбос;
- Солон Афінський;
- Клеовул з Лінда, острів Родос;
- Біас Приєнський;
- Місон Хенейський;
- Фалес Мілетський;
- Хілон зі Спарти.

Але канонічно Місона з цього списку виключали та називали замість нього Періандра Коринфського.

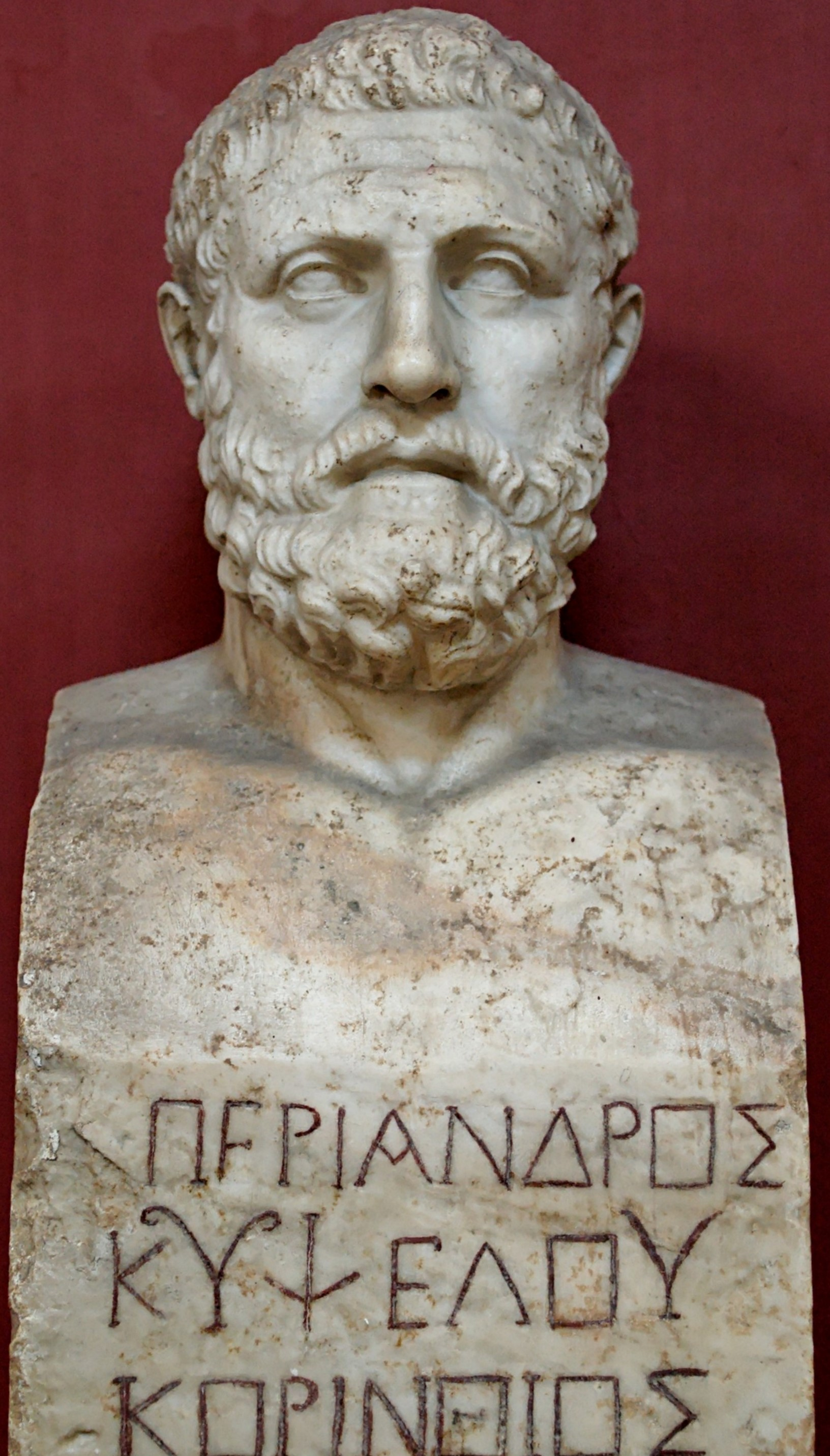
Періандр

В інших джерелах до «Семи мудреців» також відносились (у тому числі Гіппобот):
- Акусилай;
- Анаксагор з Клазомен;
- Анахарсіс;
- Аріотодем;
- Езоп
- Епіменід;
- Епіхарм;
- Ефор;
- Леофант;
- Памфіл;
- Періандр Коринфський;
- Пісістрат
- Піфагор;
- Ферекід Сіросський.

## Деякі вислови «Семи мудреців»
- «Всьому свій час». (Піттак).
- «Що обурює тебе у ближньому — того не роби сам». (Піттак).
- «Пізнай самого себе». (Фалес).
- «Нічого понад міру». (Солон).
- «Найбільше багатство — нічого не бажати». (Біас).
- «Міра — найкраще за все». (Клеобул).
- «Насолода — смертна, доброчинність — безсмертна». (Періандр).[4]
- «На святкування до друга йди повільно, поспішай, коли він у біді». (Хілон)